# San Benito (Santo Domingo el Antiguo)
San Benito es un lienzo realizado por el Greco para el Retablo Mayor, dentro del conjunto de Retablos de Santo Domingo el Antiguo, en Toledo. Compone el número 3 en el catálogo razonado realizado por el historiador del arte Harold Wethey, especializado en El Greco.

## Introducción
Los lienzos representando a San Benito y San Bernardo ocupaban las dos calles laterales del segundo cuerpo del retablo mayor. Por tanto, estaban situados simétricamente, de forma que este cuadro formaba pendant con el San Bernardo. Ambas obras fueron vendidas y substituidas por copias de mediana calidad. La representación de ambos personajes tiene su lógica: San Benito fue el fundador de la orden benedictina, a la que pertenecían las monjas que ocuparon el convento de Santo Domingo cuando fue fundado por Alfonso VI de León a finales del siglo XI. Por otra parte, San Bernardo reformó aquella orden -a finales del siglo XI- creando la Orden del Císter, a la que se acogieron las monjas en 1140.

## Análisis de la obra
- Pintura al óleo sobre lienzo; 116 x 81 cm.; año 1577-1579; Museo del Prado, Madrid .[2]

San Benito de Nursia, viste el hábito negro de la Orden Benedictina y sostiene con su mano izquierda un báculo ricamente decorado en oro y plata. Las nubes y el celaje articulan un nimbo, única referencia espacial del Greco. No se aprecia la anatomía del personaje, cubierta por pesados ropajes. Destaca el sólido modelado y las pinceladas, que permiten construir un fondo abocetado. Como en su pareja -San Bernardo- la cabeza del personaje armoniza con su atuendo y con el fondo oscuro. Las manos del santo están representadas de forma admirable, y su rostro tiene el carácter de retrato de un personaje real, no idealizado.

### Situación original dentro del conjunto
- Retablo mayor, segundo cuerpo, calle lateral derecha.

## Procedencia
- Santo Domingo el Antiguo;
- Infante Sebastián de Borbón;
- Museo Nacional de la Trinidad, número 446 (como San Basilio)[6]